# Eriocaulon odoratum
Eriocaulon odoratum är en gräsväxtart som beskrevs av Nicol Alexander Dalzell. Eriocaulon odoratum ingår i släktet Eriocaulon och familjen Eriocaulaceae. IUCN kategoriserar arten globalt som livskraftig. Inga underarter finns listade i Catalogue of Life.